# František Barát
František Barát (* 25. Juli 1950) ist ein ehemaliger tschechischer Fußballspieler und -trainer.

## Spielerkarriere
Barát, der aus der Slowakei stammt, spielte bis 1974 für Spartak Ústí nad Labem. Von 1974 bis 1976 gehörte der Mittelfeldspieler zum Kader der Prager Bohemians, wobei ihm in dieser Zeit ein Erstligator gelang. In der Saison 1976/77 lief er für den Zweitligisten UD Příbram auf, anschließend spielte er drei Jahre in der 1. Tschechoslowakischen Liga für Škoda Pilsen.

## Trainerkarriere
Den Großteil seiner Trainerlaufbahn verbrachte Barát bei Marila Příbram, wo er außer der A- auch die B-Mannschaft und die A-Jugend trainierte sowie als Assistenztrainer tätig war. Weitere Stationen des ehemaligen Mittelfeldspielers waren Ústí nad Labem, FC Bohemians Prag, MUS Most, Sokol Milín, FC Střížkov Praha 9 und Králův Dvůr.